# Horizon Air
Wings of the Great Northwest
Horizon Air (code IATA : QX ; code OACI : QXE) est une compagnie aérienne régionale américaine. Elle assure des vols intérieurs et internationaux en Amérique du Nord depuis ses hubs à l'aéroport international de Seattle-Tacoma et l'aéroport international de Portland. Elle est basée à Seattle, dans l'État de Washington aux États-Unis. 
Horizon Air et Alaska Airlines sont des filiales de Alaska Air Group (en).

## Histoire
Le 10 août 2018, un bagagiste procède à un « décollage non autorisé » d'un Bombardier Q400 de Horizon Air] à l'aéroport international de Seattle-Tacoma, sans passagers, avant de s'écraser sur l’île Ketron,,.

## Flotte
La flotte d'Horizon Air est composée des appareils suivants au mois de octobre 2020 :

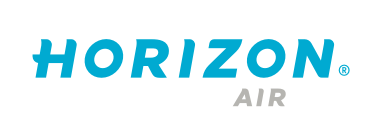
Logo d'Horizon Air

| Appareils       | Nombre | En commande | Passagers       | Passagers | Passagers          | Passagers | Notes |
| --------------- | ------ | ----------- | --------------- | --------- | ------------------ | --------- | ----- |
| Appareils       | Nombre | En commande | First (Affaire) | Premium   | Coach (Économique) | Total     | Notes |
| Bombardier Q400 | 32     | 2           | 0               | 0         | 76                 | 76        |       |
| Embraer 175     | 30     | 23          | 12              | 12        | 52                 | 76        |       |
| Total           | 62     | 25          |                 |           |                    |           |       |

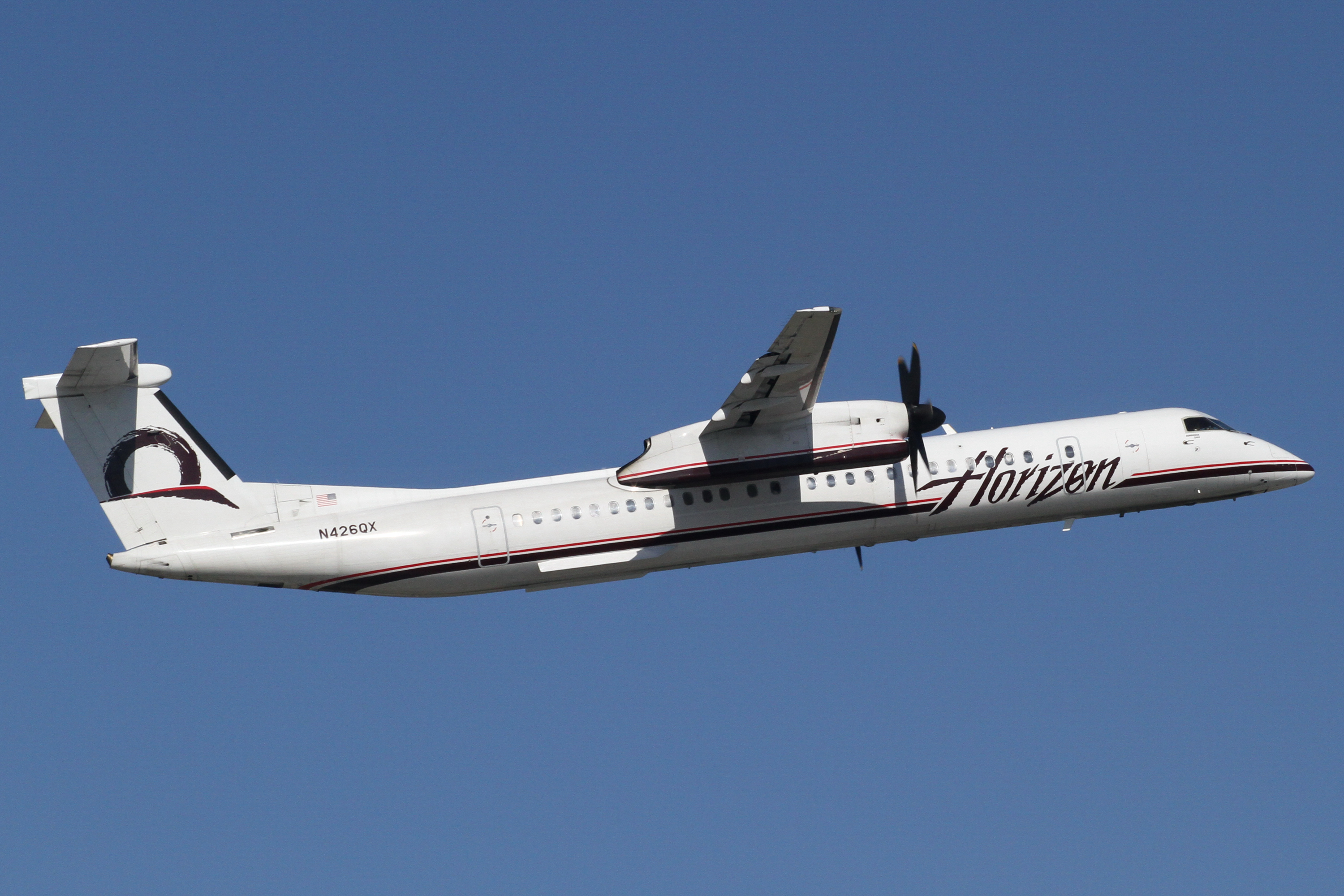
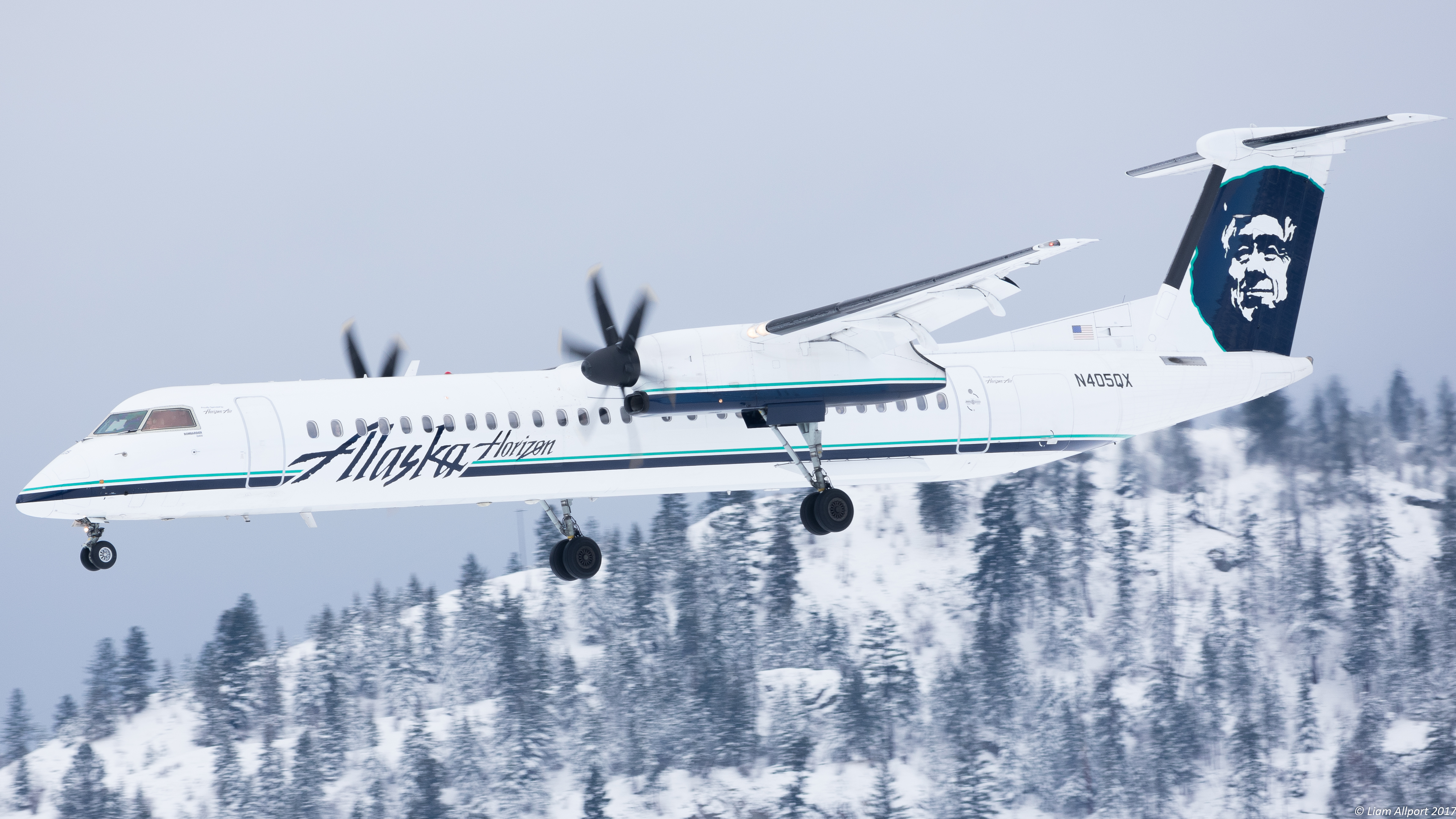
Dash 8-Q400
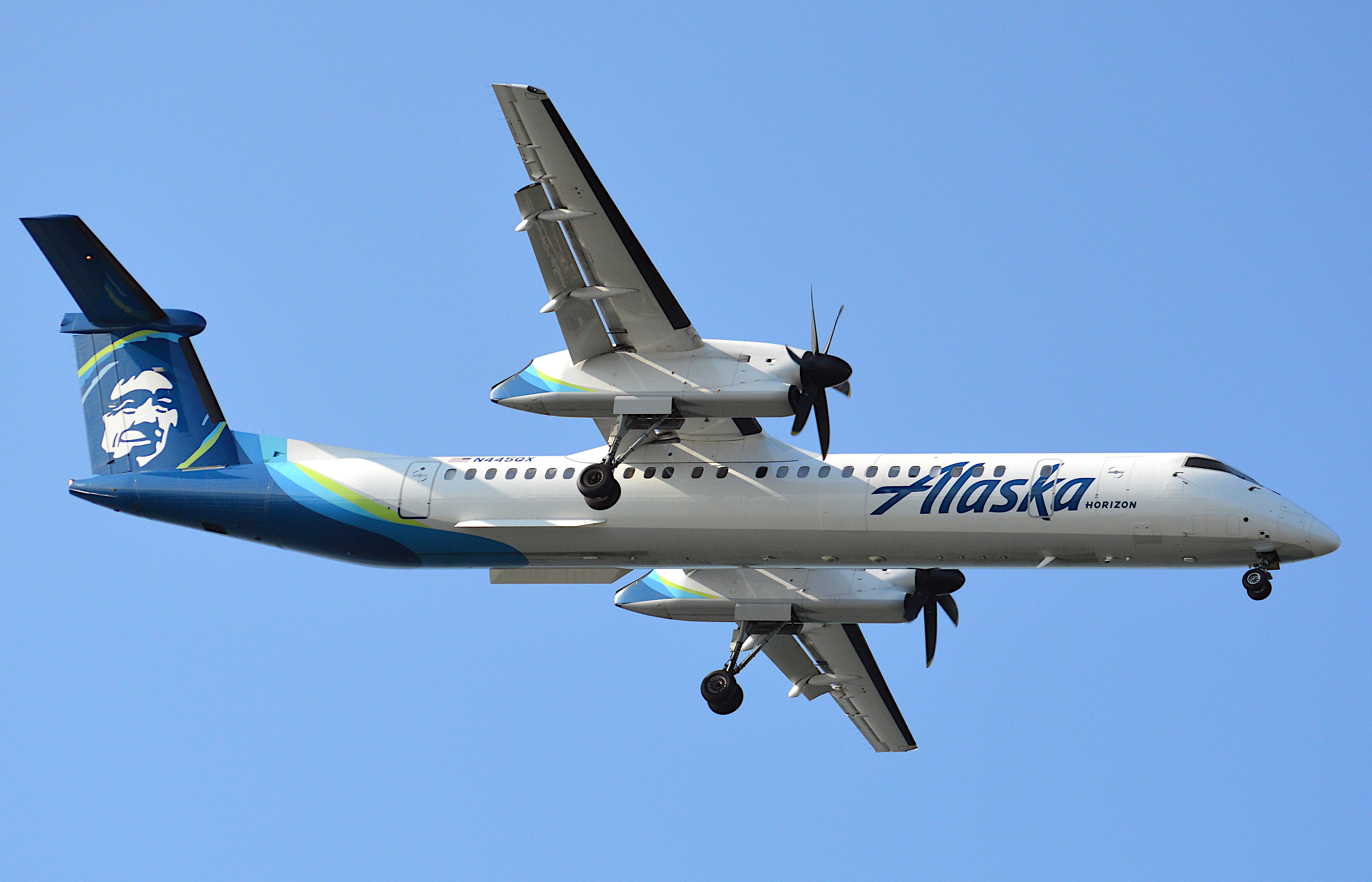
Horizon Air Dash8-Q400
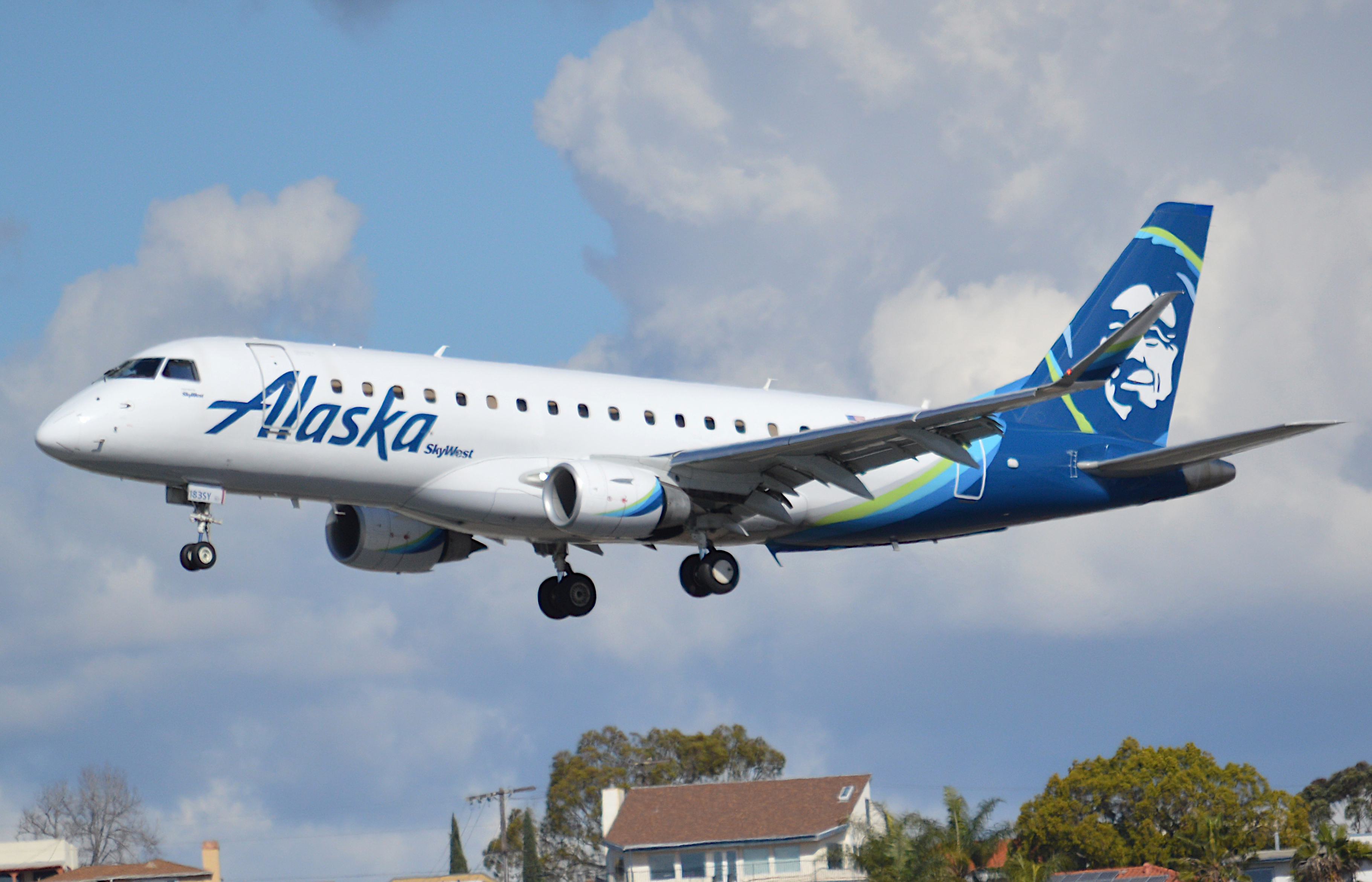
Embraer E175